# Dripping Springs (Teksas)
Dripping Springs je grad u američkoj saveznoj državi Teksas. Prema popisu stanovništva iz 2010. u njemu je živjelo 1.788 stanovnika.